# Dunford Bridge
Dunford Bridge is een plaats in het bestuurlijke gebied Barnsley, in het Engelse graafschap South Yorkshire. 

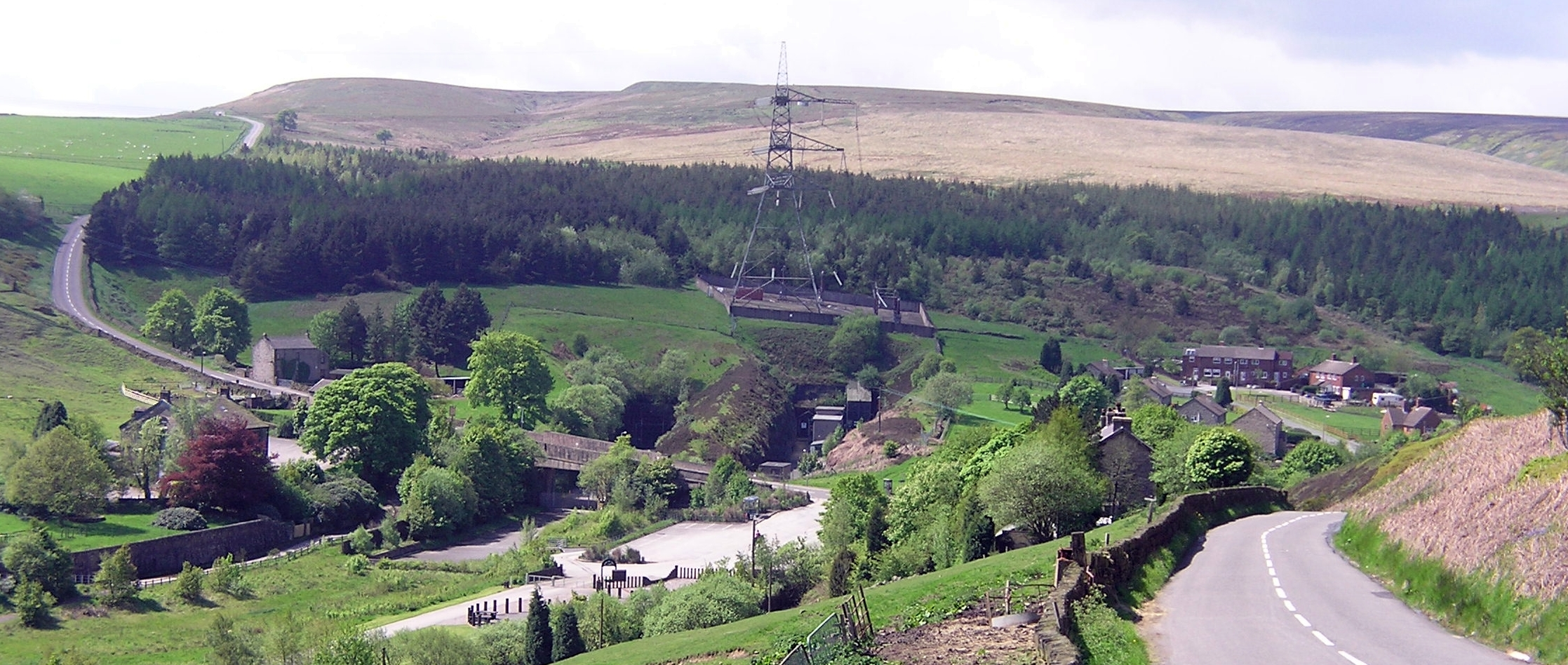
Dunford Bridge